# 圣阿尔邦德罗什
圣阿尔邦德罗什（法語：Saint-Alban-de-Roche，法語發音：[sɛ̃.t‿albɑ̃ də ʁɔʃ]）是法国伊泽尔省的一个市镇，位于该省西北部，属于拉图尔迪潘区。

## 地理
圣阿尔邦德罗什（45°35'46"N, 5°13'27"E）面积6.11 平方千米，位于法国奥弗涅-罗讷-阿尔卑斯大区伊泽尔省，该省份为法国东南部内陆省份，北起顺时针与安省、萨瓦省、上阿尔卑斯省、德龙省、阿尔代什省、卢瓦尔省和罗讷省。
与圣阿尔邦德罗什接壤的市镇（或旧市镇、城区）包括：布尔关雅略、谢兹讷沃、多马兰、富尔、利勒达博。

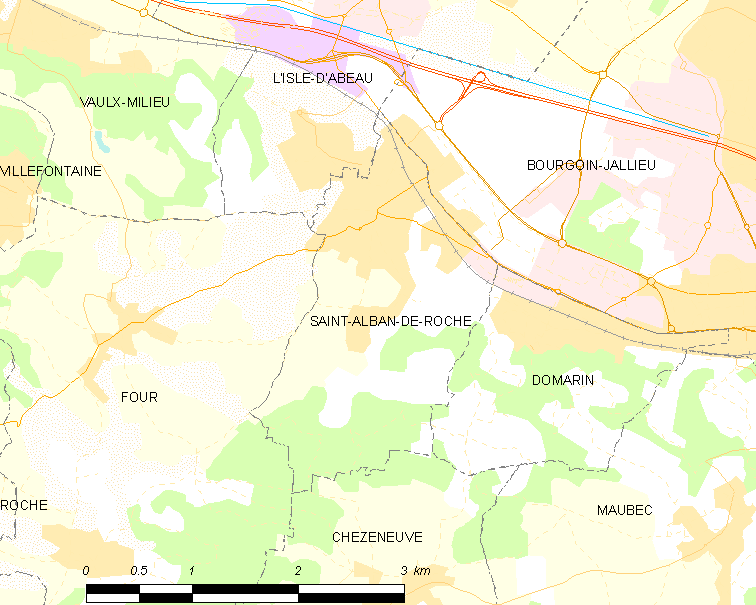
圣阿尔邦德罗什的OSM定位图

圣阿尔邦德罗什的时区为UTC+01:00、UTC+02:00（夏令时）。

## 行政
圣阿尔邦德罗什的邮政编码为38080，INSEE市镇编码为38352。

## 政治
圣阿尔邦德罗什所属的省级选区为利勒达博县。

## 人口

1962-2008年间圣阿尔邦德罗什人口变化图示

圣阿尔邦德罗什于2022年1月1日时的人口数量为2148人。